# Calabria Citeriore
La Calabria Citeriore (anche Calabria Citra, Calabria Alta, Calabria Superiore, o Enotria) è stata un'unità amministrativa del Regno di Sicilia, del Regno di Napoli e del Regno delle Due Sicilie.
Già in età medievale nel territorio dell'attuale regione Calabria erano individuabili due distinte aree che nel corso dei secoli avrebbero assunto la denominazione di Calabria Citeriore (o Calabria latina) e Calabria Ulteriore (o Calabria greca). La Calabria latina corrisponde all'area più settentrionale della regione e costituì, dal 1147, una unità amministrativa prima del Regno di Sicilia, poi del Regno di Napoli ed, infine, del Regno delle Due Sicilie.

## Valle di Crati e Terra Giordana
In epoca normanno-sveva, il territorio della Calabria era suddiviso in 3 regioni geografico-amministrative: la Valle di Crati, la Terra Giordana e la Calabria propriamente detta (che sarà definita, poi, Calabria Ulteriore). Dal punto di vista prettamente amministrativo, però, la Valle di Crati e la Terra Giordana formavano un unico giustizierato, che era detto, appunto, Vallis Gratae et Terra Jordanae. 
Tale territorio corrispondeva all'area settentrionale della Calabria: più precisamente, la Val di Crati comprendeva Cosenza ed il territorio occidentale del giustizierato, mentre la Terra Giordana abbracciava la parte orientale della provincia spingendosi a Sud sino ad includere parte del territorio di Catanzaro. Il giustizierato, dunque, confinava a Nord con la Basilicata, a oriente col Mar Ionio e ad occidente col Mar Tirreno e a Sud con la Calabria Ulteriore. 
Dopo la conquista del Regno da parte di Carlo I d'Angiò la denominazione non muta, come risulta dall'Ordine di riscossione della sovvenzione generale del 7 dicembre 1266 inviato, tra gli altri, al giustiziere "De Vallisgrate et Terra Jordani" Girardo de Espiscia. 
Quest'ultimo confine subì un'importante variazione nel 1280, allorquando il giustizierato meridionale della Calabria, la cui estensione era inferiore rispetto a quella della parte settentrionale, fu ampliato con l'annessione dei territori di Catanzaro, Taverna, Sellia, Simeri, Barbaro, Genicocastro, Mesoraca, Policastro, Tacina, Le Castella, Rocca Bernarda, Santa Severina, San Giovanni de Monaco, Crotone, Strivillante, Gimigliano, San Mauro, Cutro, San Leone, Scandale, Magisano, Albi, San Giovanni di Genicocastro e San Martino di Genicocastro. 
I confini tra le due Calabrie venivano, dunque, individuati, a oriente, dal corso del fiume Neto e, ad occidente, dalla pianura di Decollatura. Il territorio del giustizierato settentrionale veniva, così, a corrispondere, grosso modo, a quello dell'attuale provincia di Cosenza.

## Calabria Citra

Stemma

Nel XVI secolo, le denominazioni dei giustizierati calabresi erano definitivamente mutate, essendosi affermati, oltre che nell'uso comune, anche in quello ufficiale, i nomi di Calabria Citra flumen Nethum, in luogo di Valle di Crati e Terra Giordana, e di Calabria Ultra flumen Nethum, in luogo di Giustizierato di Calabria. 
Pertanto, le terre a settentrione del fiume Neto saranno identificate come Calabria citeriore per circa quattrocento anni, ovvero fino al XIX secolo, allorquando, con la conquista sabauda del Regno delle Due Sicilie e l'annessione dei suoi territori al neonato Regno d'Italia, le provincia verrà identificata con il nome del proprio capoluogo.
Dal 1582, inoltre, l'amministrazione della Calabria Citeriore e della Calabria Ulteriore, fino ad allora affidata ad un unico Maestro Giustiziere, divenne indipendente l'una dall'altra con l'insediamento di due distinti governatori, uno in Cosenza e l'altro in Reggio.

## La provincia
Con la legge 132 del 1806 Sulla divisione ed amministrazione delle province del Regno, varata l'8 agosto, da Giuseppe Bonaparte, la ripartizione territoriale del Regno di Napoli venne riformata sulla base del modello francese e fu soppresso il sistema dei Giustizierati. Negli anni successivi (tra il 1806 ed il 1811), una serie di regi decreti completò il percorso d'istituzione del nuovo ente provinciale con la specifica dei comuni che in esso rientravano e la definizione dei limiti territoriali e delle denominazioni di distretti e circondari in cui veniva organizzata la provincia stessa.
Dal 1º gennaio 1817 l'organizzazione amministrativa venne definitivamente regolamentata con la Legge riguardante la circoscrizione amministrativa delle Provincie dei Reali Domini di qua del Faro del 1º maggio 1816.
La sede degli organi amministrativi era ubicata a Cosenza nell'attuale palazzo della provincia.

### Suddivisione amministrativa
La provincia era suddivisa in successivi livelli amministrativi gerarchicamente dipendenti dal precedente. Al livello immediatamente successivo alla provincia individuiamo i distretti che, a loro volta, erano suddivisi in circondari. I circondari erano costituiti dai comuni, l'unità di base della struttura politico-amministrativa dello Stato moderno, ai quali potevano far capo i rioni, centri a carattere prevalentemente rurale.
La provincia di Calabria Citra, dunque, venne suddivisa nei seguenti distretti:
- Distretto di Cosenza dal 1806;
- Distretto di Castrovillari dal 1806;
- Distretto di Rossano dal 1806;
- Distretto di Paola istituito nel 1816 in sostituzione del distretto di Amantea (istituito l'8 dicembre 1806).

Il totale dei circondari della provincia ammontava a 43, mentre il totale dei comuni assommava a 151.

## Società

### Lingue e dialetti
Nonostante i confini delle aree linguistiche non corrispondano esattamente a quelli amministrativi, è possibile affermare che parte dei dialetti parlati nella Calabria Citeriore sia simile agli altri vernacoli meridionali quali la lingua napoletana e si differenzia dal calabrese parlato nella parte "Ulteriore", che è considerato una variante della lingua siciliana: è, infatti, assente e sconosciuto il passato remoto nella coniugazione vernacolare dei verbi. I dialetti della Calabria Ulteriore manifestano, secondo l'opinione del filologo e linguista Gerhard Rohlfs, fenomeni riflessi di un lungo bilinguismo greco-latino.
Nelle parlate della Calabria settentrionale il passato prossimo [es.: haju pigliatu o signu jutu - letteralmente, ho preso e sono andato] è la forma comune, specialmente nella provincia di Cosenza. Il passato remoto pigghjai (presi) o jvi (andai), quest'ultimo di chiara derivazione latina (cfr. perfetto latino), è, invece, la forma dominante nella parte centro-meridionale della Calabria che corrisponde appunto alla Calabria Ulteriore.